# Henryk Tomanek
Henryk Piotr Tomanek (* 23. Januar 1955 in Siemianowice Śląskie) ist ein ehemaliger polnischer Ringer im freien- und griechisch-römischen Stil.

## Werdegang
Henryk Tomanek begann 1969 beim Sportverein AKS Chorzów mit dem Ringen. 1971 wechselte er zu GKS Katowice. Im Laufe seiner Karriere wurde er von den Trainern Zdzisław Chyra, Jan Adamaszek, Antoni Masternak, Janusz Tracewski und Stanisław Krzesinki betreut. Henryk Tomanek rang sowohl im freien als auch im griechisch-römischen Stil, jedoch immer im Superschwergewicht.
Seinen internationalen Einstand gab er bei der Junioren-Europameisterschaft im schwedischen Haparanda, wo er die Silbermedaille gewann. Seine erste Medaille bei den Senioren gewann Henryk Tomanek ebenfalls in Schweden sieben Jahre später bei den Europameisterschaften in Göteborg.
1976 nahm er an den Olympischen Spielen in Montreal teil. Eine weitere Teilnahme an den Olympischen Spielen 1984 in Los Angeles blieb ihm wegen des Boykotts durch die sozialistischen Länder verwehrt. Seine Laufbahn beendete Henryk Tomanek im Jahr 1985 nach den Weltmeisterschaften in Kolbotn (Norwegen).

## Nationale Erfolge
Polnischer Junioren-Meister: 1973, 1974, 1975.
Polnischer Meister: 1975, 1976, 1977, 1978, 1979, 1983, 1985.

## Internationale Erfolge
(OS = Olympische Spiele, WM = Weltmeisterschaft, EM = Europameisterschaft, GR = griechisch-römischer Stil, FS = Freistil, >100 = Superschwergewicht über 100 kg Körpergewicht)
- 1973, 1. Platz, Jugend-Wettkämpfe der Freundschaft in Suhl, GR, Kl. über 87 kg Körpergewicht, vor Oleksandr Koltschynskyj, UdSSR u. Stojan Nikolow, Bulgarien;
- 1974, 2. Platz, Junioren-EM in Haparanda (SWE), GR, >100;
- 1974, 6. Platz, WM in Kattowitz (POL), GR, >100;
- 1975, 2. Platz, Junioren-WM in Chaskowo (BUL), GR, >100;
- 1975, 4. Platz, WM in Minsk (URS), GR, >100;
- 1976, Teilnehmer EM in Leningrad (URS), GR, >100;
- 1976, 4. Platz, OS in Montreal (CAN), GR, >100;
- 1977, Teilnehmer WM in Göteborg (SWE), GR, >100;
- 1978, 5. Platz, WM in Mexiko-Stadt (MEX), GR, >100;
- 1979, Teilnehmer EM in Bukarest (ROM), GR, >100;
- 1979, 5. Platz, WM in San Diego (USA), GR, >100;
- 1979, 6. Platz, WM in San Diego (USA), FS, >100;
- 1981, 3. Platz, EM in Göteborg (SWE), GR, >100;
- 1981, Teilnehmer WM in Oslo (NOR), GR, >100;
- 1982, Teilnehmer WM in Kattowitz (POL), GR, >100;
- 1983, 6. Platz, WM in Kiew (URS), GR, >100;
- 1984, 2. Platz, EM in Jönköping (SWE), GR, >100;
- 1984, Olympiaboykott, OS Los Angeles (USA);
- 1984, 4. Platz, Ersatzolympiade, Budapest (HUN), GR, >100;
- 1985, 7. Platz, WM in Kolbotn (NOR), GR, >100;